# Едрієнн Мартеллі
Едрієнн Мартеллі  (англ. Adrienne Martelli, 3 грудня 1987) — американська веслувальниця, олімпійська медалістка.

## Виступи на Олімпіадах
| Олімпіада   | Дисципліна     | Місце |
| ----------- | -------------- | ----- |
| Лондон 2012 | четвірка парна | 3     |

## Зовнішні посилання
- Досьє на sport.references.com [Архівовано 15 грудня 2012 у Wayback Machine.]

1. ↑  Adrienne Martelli